# Tanneken van Meldere
Tanneken van Meldere (1550 - Gent, 1608) was een slachtoffer van de heksenvervolging in Europa. Tanneken was een bedelares in Gent. Opgepakt en van hekserij beschuldigd bevestigde zij in 1608 dat ze met de duivel 'vleesschelick verkeerde'. De duivel had de gedaante van een man en zijn lichaam en sperma waren koud. Soms bekende hij haar viermaal op één nacht. Tanneken verklaarde 'dat hy wel eene geheele huere besich is om sijn zaet te schieten'. Zijn lichaam was zeer zwaar en na het 'werck' bleef zij zeer dorstig.
Tanneken van Meldere overleed in de gevangenis in 1608.